# سانتیاگو آملتپک
سانتیاگو آملتپک (به اسپانیایی: Santiago Amoltepec) یک منطقهٔ مسکونی در مکزیک است که در اوآخاکا واقع شده‌است. سانتیاگو آملتپک ۱۴۲٫۹۹ کیلومتر مربع مساحت و ۱۱٬۱۱۳ نفر جمعیت دارد.